# Remote Desktop Protocol
El protocol d'escriptori remot (RDP) és un protocol propietari desenvolupat per Microsoft Corporation que proporciona a l'usuari una interfície gràfica per connectar-se a un altre ordinador mitjançant una connexió de xarxa. L'usuari utilitza programari de client RDP per a aquest propòsit, mentre que l'altre ordinador ha d'executar programari de servidor RDP.
Existeixen clients per a la majoria de versions de Microsoft Windows (inclòs Windows Mobile, però el suport ha finalitzat), Linux (per exemple Remmina), Unix, macOS, iOS, Android i altres sistemes operatius. Els servidors RDP estan integrats als sistemes operatius Windows; també existeix un servidor RDP per a Unix i OS X (per exemple xrdp). Per defecte, el servidor escolta al port TCP 3389 i al port UDP 3389.
Actualment Microsoft es refereix al seu programari client RDP oficial com a Connexió d'escriptori remot, abans "Client de serveis de terminal".
El protocol és una extensió del protocol de compartició d'aplicacions ITU-T T.128. Microsoft fa públiques algunes especificacions al seu lloc web.

## Història
Cada versió de Microsoft Windows a partir de Windows XP inclou un client de connexió a l'escriptori remot (RDC) ("Serveis de terminal") instal·lat (mstsc.exe ) la versió del qual està determinada per la del sistema operatiu o per l'últim Service Pack de Windows aplicat. El servidor de serveis de terminal és compatible com a característica oficial a Windows NT 4.0 Terminal Server Edition, llançat el 1998, Windows 2000 Server, totes les edicions de Windows XP excepte Windows XP Home Edition, Windows Server 2003, Windows Home Server, a Windows Fundamentals for Legacy Ordinadors, a les edicions Windows Vista Ultimate, Enterprise i Business, Windows Server 2008 i Windows Server 2008 R2 i Windows 7 Professional i superior.
Microsoft proporciona el client necessari per connectar-se a versions RDP més noves per a sistemes operatius de nivell inferior. Com que les millores del servidor no estan disponibles a nivell inferior, les funcions introduïdes amb cada versió RDP més recent només funcionen en sistemes operatius de nivell inferior quan es connecta a un servidor RDP de versió superior des d'aquests sistemes operatius anteriors, i no quan s'utilitza el servidor RDP al sistema operatiu anterior.

## Característiques
- Suport de color de 32 bits. També s'admeten els colors de 8, 15, 16 i 24 bits.
- Xifratge: opció de RC4 heretat de 56 o 128 bits i TLS modern resistent a MITM des de la versió 5.2
- La redirecció d'àudio permet als usuaris processar l'àudio en un escriptori remot i redirigir el so al seu ordinador local.
- La redirecció del sistema de fitxers permet als usuaris utilitzar els seus fitxers locals en un escriptori remot dins de la sessió del terminal.
- La redirecció de la impressora permet als usuaris utilitzar la seva impressora local dins de la sessió del terminal com ho farien amb una impressora compartida localment o en xarxa.
- La redirecció de ports permet que les aplicacions que s'executen dins de la sessió del terminal accedeixin directament als ports sèrie i paral·lel locals.
- L'ordinador remot i l'ordinador local poden compartir el porta-retalls.
- La compressió va més enllà d'un framebuffer i aprofita el coneixement del tipus de lletra i el seguiment dels estats de la finestra (heretats de T.128); les extensions posteriors afegeixen més funcions conscients del contingut (per exemple, MS-RDPCR2).

## Implementacions que no siguin de Microsoft
Hi ha nombroses implementacions que no són de Microsoft de clients i servidors RDP que implementen subconjunts de la funcionalitat de Microsoft. Per exemple, el client de línia d'ordres de codi obert rdesktop està disponible per als sistemes operatius Linux/Unix i Microsoft Windows. Hi ha molts clients GUI, com ara tsclient i KRDC, que es construeixen a sobre de rdesktop.
El 2009, rdesktop es va bifurcar com a FreeRDP, un nou projecte amb l'objectiu de modular el codi, abordar diversos problemes i implementar noves funcions. FreeRDP ve amb el seu propi client de línia d'ordres xfreerdp, que admet Windows Seamless a RDP6. Al voltant de 2011, el projecte va decidir abandonar la bifurcació i, en canvi, reescriure amb la llicència Apache, afegint més funcions com RemoteFX, RemoteApp i NTLMv2. Una distribució comercial anomenada Thincast es va iniciar el 2019. L'estiu del 2020 va seguir un client multiplataforma basat en FreeRDP, inclòs el suport Vulkan/H.264. Hi ha un client basat en GTK anomenat Remmina també basat en FreeRDP.